# أليكس أناتول
أليكس أناتول (بالإنجليزية: Alex Anatole)‏ هو كاتب أمريكي، ولد في 1948 في موسكو في روسيا.